# Передерій Олег Феофанович
Передерій Олег Феофанович (1931—1980) — радянський і український художник кіно, художник-постановник.

## Життєпис
Народ. 5 березня 1931 р. в м. Барвенкові Харківської обл. в родині службовців. Закінчив Дніпропетровське художнє училище (1951) та художній факультет Всесоюзного державного інституту кінематографії (1957).
З 1957 р. працював художником-постановником Одеської кіностудії художніх фільмів.
Учасник республіканських, всесоюзних та зарубіжних виставок.
Був членом Спілок художників і кінематографістів України. Помер 1 січня 1980 р.

## Фільмографія
Оформив стрічки:
- «Як посварились Іван Іванович з Іваном Никифоровичем» (1959)
- «Сильніше урагану» (1960)
- «Степові світанки» (1960)
- «Приходьте завтра...» (1963)
- «Шурка обирає море» (1963, у співавт. з О. Конардовою)
- «Самотність» (1964)
- «Погоня» (1965, у співавт. з О. Конардовою)
- «Короткі зустрічі» (1967, у співавт. з О. Конардовою)
- «Від снігу до снігу» (1968, у співавт. з О. Конардовою)
- «Повість про чекіста» (1969, у співавт. з О. Конардовою)
- «Між високими хлібами» (1970)
- «Розклад на завтра» (1976)
- «Майже смішна історія» (1977) та ін.